# Chris de Ronde
Chris (Christiaan) de Ronde (1912 a Schiedam – 1996 a Buenos Aires) va ser un Mestre d'escacs neerlandès-argentí.
Va ser campió de Rotterdam. Havia estudiat matemàtiques a Leyden i París.
De Ronde va jugar representant els Països Baixos a la 8a Olimpíada d'escacs a Buenos Aires 1939, on va puntuar 8½ en 14 partides. Després del torneig, durant el qual va esclatar la Segona Guerra Mundial a Europa (setembre de 1939), De Ronde, juntament amb molts altres participants de l'Olimpíada (Miguel Najdorf, Gideon Ståhlberg, etcètera) van decidir quedar-se definitivament a l'Argentina.
Va jugar a Buenos Aires el 1940, i va empatar als llocs 12-13 a Buenos Aires (Circulo) 1945 (el campió fou Miguel Najdorf).